# スティーヴ・リーヴス
スティーヴ・リーヴス（Steve Reeves, 本名：Stephen Lester Reeves、1926年1月21日 - 2000年5月1日）は、アメリカ合衆国の元ボディビルダー、俳優。

## 来歴
モンタナ州グラスゴー生まれ、カリフォルニア州育ち。
高校卒業後、陸軍入隊を経てボディビルダーとなり、1947年にアマチュア運動連合（AAU）主催のミスター・アメリカ、1948年にミスター・ワールド、1950年にミスター・ユニバースで優勝した後、1949年に俳優デビュー。
アメリカでは端役が多かったが、1957年にイタリアに渡り、主に1950年代末から1960年代に『ヘラクレス』などの史劇アクション映画（ソード&サンダル）で主演をつとめ、均整のとれた身体と端正な顔立ちで人気を博した。ヘラクレスで$10,000だったギャラは、最終的に$100,000までアップした。42歳で俳優を引退し、南カリフォルニアで牧場経営と馬の調教をして過ごす。
『ヘラクレス』は欧米で大ヒットすると共にボディビルブームを巻き起こし、幼少期に本作を観賞したシルヴェスター・スタローンやアーノルド・シュワルツェネッガー、ドウェイン・ジョンソンなどの後世のアクションスターにも大きな影響を与えた。
2000年5月1日、74歳で死去。

## 主な出演作品

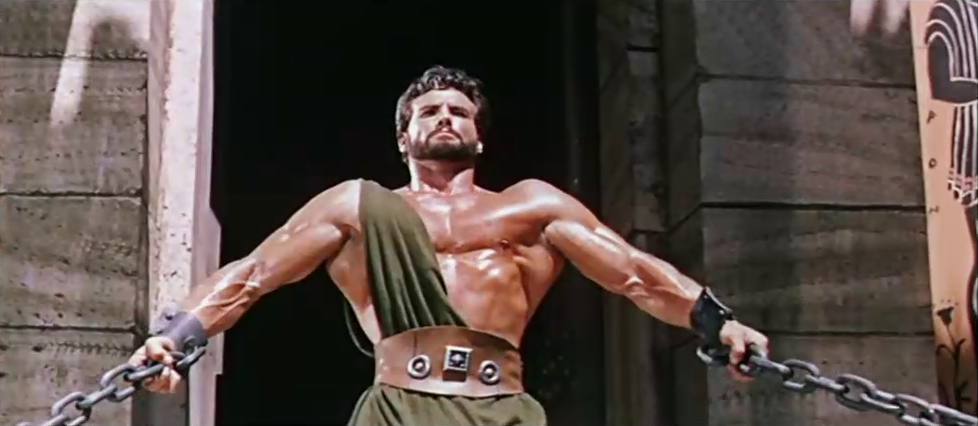
『ヘラクレス』出演時のスティーヴ・リーヴス

| 公開年 | 邦題 原題                                        | 役名                         | 備考           |
| ------ | ------------------------------------------------ | ---------------------------- | -------------- |
| 1953   | 紳士は金髪がお好き Gentlemen Prefer Blondes      | オリンピックチームのメンバー | クレジットなし |
| 1954   | エド・ウッドの牢獄の罠 Jail Bait                 | ボブ・ローレンス中尉         |                |
| 1958   | ヘラクレス Le Fatiche di Ercole                  | ヘラクレス                   |                |
| 1959   | ヘラクレスの逆襲 Ercole e la regina di Lidia     | ヘラクレス                   |                |
| 1959   | 快傑白魔 Agi Murad il diavolo bianco             | ハジ・ムラード               |                |
| 1959   | 鉄腕ゴライアス 蛮族の恐怖 Il terror dei Barbari  | エミリアノ                   |                |
| 1959   | ポンペイ最後の日 Gli ultimi giorni di Pompei     | グラウカス・レト             |                |
| 1959   | マラソンの戦い La Battaglia di Maratona          | フィリッピデス               |                |
| 1960   | 海賊の王者 Morgan il pirata                      | ヘンリー・モーガン           |                |
| 1961   | バグダッドの盗賊 Il ladro di Bagdad              | カリム                       |                |
| 1962   | 大城砦 La guerra di Troia                        | アエネアス                   |                |
| 1962   | トロイ La Leggenda di Enea                       | アエネアス                   |                |
| 1962   | 逆襲!大平原 Romolo e Remo                        | ロモロ                       |                |
| 1962   | 闘将スパルタカス Il Figlio di Spartacus          | ランダス                     |                |
| 1962   | 地上最笑の作戦 Il Giorno più corto               | 本人                         | クレジットなし |
| 1963   | サンドカン総攻撃 Sandokan, la tigre di Mompracem | サンドカン                   |                |
| 1964   | マレーシアの海賊 I pirati della Malesia          | サンドカン                   |                |
| 1968   | 地獄の一匹狼 Vivo per la tua morte               | マイク・スタージェス         |                |